# Palermo (California)
Palermo è un census-designated place (CDP) degli Stati Uniti d'America della contea di Butte nello Stato della California. La popolazione era di 5,382 persone al censimento del 2010.

## Geografia fisica
Secondo lo United States Census Bureau, ha un'area totale di 29.176 miglia quadrate (75.566 km²).

## Storia
Deve il suo nome alla città di Palermo, capoluogo della Sicilia, grazie al suo clima eccellente per la coltivazione delle olive. Il primo ufficio postale è stato creato nel 1888. L'area un tempo possedeva un country club, due stazioni ferroviarie, miniere d'oro, un cortile di mattone, una biblioteca, un negozio, una scuola e alcune squadre semi-professionistiche di baseball. Il ricco terreno argilloso ha aumentato la produzione delle olive e degli aranceti oltre che a una fiorente industria per la zucche e i meloni.
Il ricco magnate George Hearst acquistò 700 acri nel 1888, e successivamente li suddivise.
C'è un festival annuale che si tiene ogni anno a settembre al centro di Palermo Park per aiutare a raccogliere i fondi per sostenere lo sceriffo sottostazione della Palermo Community Council's Sheriff Substation.

## Società

### Evoluzione demografica
Secondo il censimento del 2010, c'erano 5,382 persone.

### Etnie e minoranze straniere
Secondo il censimento del 2010, la composizione etnica della città era formata dal 72,5% di bianchi, lo 0,7% di afroamericani, il 4,1% di nativi americani, il 4,6% di asiatici, lo 0,1% di oceanici, l'11,9% di altre etnie, e il 6,1% di due o più etnie. Ispanici o latinos di qualunque etnia erano il 23,8% della popolazione.